# Pauline Marie Armande Craven
Pauline Marie Armande Aglaé Ferron de La Ferronays, más conocida como Pauline Marie Armande Craven o como la Sra. Augustus Craven (Londres, Inglaterra; 12 de abril de 1808-París, Francia; 1 de abril de 1891), fue una escritora francesa.

## Biografía
Fue hija del conde Auguste-Marie de la Ferronays y de Marie-Charlotte-Albertine de Sourches de Montsorea, quienes habían emigrado tras la pérdida de sus posesiones debido a la Revolución francesa. La amistad con el duque de Berri les permitió regresar a Francia en 1814 e ingresar a la corte de Carlos X en las Tullerías; sin embargo, un pequeño desentendido con el duque provocó que se retiraran de la corte por cuestiones de honor.
Auguste-Marie de la Ferronays fue designado embajador en San Petersburgo, cargo que ocupó por ocho años. En 1827 regresó a Francia como ministro de Relaciones Exteriores de Carlos X, y Pauline tuvo la oportunidad de frecuentar la sociedad de la Restauración Francesa. Habiendo crecido en ese entorno, Pauline recibió sus más fuertes impresiones derivadas del grupo de pensadores que se reunía alrededor del filósofo y teólogo católico Félicité Robert de Lamennais. En 1830 su padre fue designado embajador en Roma, llevando consigo a su familia.
Por sugerencia del crítico de arte Alexis Rio, Pauline publicó su primer ensayo literario con una descripción de las emociones que ella experimentó tras unas visita a las catacumbas. Tras la Revolución de Julio que culminó con el derrocamiento de Carlos X, Auguste-Marie de la Ferronays renunció a su puesto y se retiró con su familia a Nápoles. Fue probablemente ahí donde Pauline conoció a Augustus Denham Craven, hijo de Keppel Richard Craven y nieto de Christian Frederick Charles Alexander, Margrave de Brandenburg-Ansbach, quien en 1830 había sido designado agregado a la Legación Británica en Nápoles. Su matrimonió se celebró el 24 de agosto de 1834 en la capilla del Palacio Acton en Nápoles. El padre de Augustus Craven había objetado el matrimonio de su hijo con una católica, pero sus escrúpulos fueron superados; inmediatamente después de la boda, Augustus Craven se convirtió a la Iglesia católica.
En 1836 el matrimonio Craven regresó a Inglaterra. Debido a las ocupaciones diplomáticas de Augustus Craven, vivieron en Lisboa, en Bruselas (1838) y en Stuttgart (1843). Hasta entonces, la vida de Pauline había estado íntimamente relacionada con su familia inmediata, cuyo mundo reflejó en las páginas de su libro Relatos de una hermana, recuerdos de familia (Récit d'une sœur, souvenirs de famille). Además, Pauline tuvo un profundo interés por la política inglesa, y en 1851 escribió una protesta en contra del ataque de la Cámara de los Comunes a la vida conventual, la cual estaba renaciendo en Inglaterra.

## Obras
- Un mot de vérité sur la vie religieuse des femmes (1855)
- Relato de una hermana, recuerdos de familia (Récit d'une sœur, souvenirs de famille, 1866)
- Adélaïde Capece Minutolo (1869)
- Florángel (Fleurange, 1872)
- Pèlerinage de Paray-le-Monial (1873)
- La clave del enigma o La niña que dio una flor (Le mot de l'énigme, 1874)
- Deux incidents de la question catholique en Angleterre (1875)
- Le Comte de Montalembert (1875)
- Ana Severin (Anne Severin, 1876)
- La Marquise de Mun (1877)
- La sœur Natalie Narischkin, fille de la charité de Saint-Vincent-de-Paul (1877)
- Le travail d'une âme (1877)
- Réminiscences, souvenirs d'Angleterre et d'Italie (1879)
- La jeunesse de Fanny Kemble (1880)
- Une année de méditations (1881)
- Éliane (1882)
- Le Valbriant (1886)
- Lady Georgiana Fullerton, sa vie et ses œuvres (1888)
- El padre Damián (Le Père Damien, 1890)

- Datos: Q3372774
- Multimedia: Pauline Marie Armande Craven / Q3372774